# Miguel Mínguez
Miguel Mínguez Ayala (Bilbao, 30 augustus 1988) is een Spaans voormalig wielrenner die tussen 2010 en 2013 beroeps was bij Euskaltel-Euskadi.

## Carrière
Na twee jaar voor hun opleidingsploeg te hebben gereden werd Mínguez in 2010 prof bij Euskaltel-Euskadi. In vier jaar bij die ploeg reed hij onder meer driemaal de Ronde van Italië, waarin hij in 2012 laatste werd in het klassement. Omdat zijn ploeg na 2013 ophield te bestaan deed Mínguez in 2014 een stap terug naar het continentale Euskadi.

## Resultaten in voornaamste wedstrijden
| Jaar | Ronde van Italië | Ronde van Frankrijk | Ronde van Spanje |
| ---- | ---------------- | ------------------- | ---------------- |
| 2011 | 135e             |                     |                  |
| 2012 | 157e (laatste)   |                     |                  |
| 2013 | 166e             |                     |                  |

| Jaar | Milaan-San Remo | Ronde van Vlaanderen | Parijs-Roubaix | Amstel Gold Race | Ronde van Lombardije |
| ---- | --------------- | -------------------- | -------------- | ---------------- | -------------------- |
| 2011 |                 | opgave               | buit.tijd      |                  |                      |
| 2012 |                 | opgave               |                |                  | opgave               |
| 2013 | opgave          |                      |                | opgave           |                      |

## Ploegen
- 2008 –  Orbea-Oreka SDA
- 2009 –  Orbea
- 2010 –  Euskaltel-Euskadi
- 2011 –  Euskaltel-Euskadi
- 2012 –  Euskaltel-Euskadi
- 2013 –  Euskaltel Euskadi
- 2014 –  Euskadi